# Méténolone
La méténolone (aussi méthénolone, Nibal, Primobolan) est un stéroïde anabolisant à longue durée d'action avec de faibles propriétés androgènes. Il est utilisé sous forme d'acétate d'ester pour l'administration orale et sous forme d'heptanoate d'ester pour les injections intramusculaires. Les doses adultes pour le traitement de l'anémie aplasique sont ordinairement comprises entre 1 et 3 mg par kilogramme de poids corporel et par jour.